# Llengües Daly
| Daly septentrional Daly occidental | Daly oriental Daly meridional |

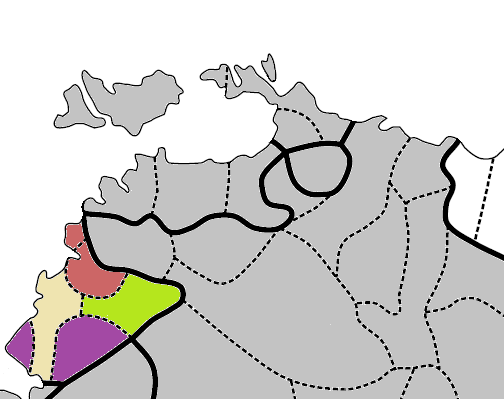
Llengües Daly

Les llengües Daly formen una àrea lingüística d'unes quatre o cinc famílies lingüístiques de llengües aborígens australianes. Es parlen a la rodalia de la conca del riu Daly al Territori del Nord.

## Llengües del grup
En la classificació lexicoestadística d'O'Grady, Voegelin i Vogelin (1966), les llengües Daly es classifiquen en quatre famílies. Darrell Tryon (1968, 1974) reuní aquestes famílies en una de sola, tret de l'idioma murrinh-patha. Tanmateix, aquesta metodologia no controla adequadament els manlleus lèxics. Ian Greenafirma que no pot acceptar-se pas el parentiu d'aquestes llengües sobre la base del mètode comparatiu i, per això, s'haurien de considerar com cinc famílies independents i una llengua aïllada. Les característiques compartides tendeixen a compartir-se també amb les llengües veïnes, que no són llengües Daly.
Daly septentrional
- Malak-malak (Tyaraity)

Ocasionalment dins del Daly septentrional s'ha inclòs un grup de la "Badia d'Anson". Aquest grup inclou el wagaydy (patjtjamalh, wadjiginy, kandjerramalh) i el giyud (no testimoniat). Green afirma que el wagaydy i el malak-malak eren dues famílies separades. Més tard, alguns investigadors els connectaren, i això es reflecteix en Bowern (2011). Tanmateix, el poble wagaydy arribà recentment a l'àrea i la seua llengua tindria similituds només per causa del malleu lingüístic. Glottolog tracta el wagaydy com una llengua aïllada i el giyug com una llengua no classificada.
Daly occidental
Les llengües Daly occidentals comparteixen moltes formes gramaticals:
- Maranunggu (emmi; dialecte menhthe)
- Marrithiyel (bringen: marri ammu, marritjevin, marridan, marramanindjdji)
- Marri ngarr (magati-ge)

Daly oriental
Les llengües Daly orientals estan poc relacionades amb un nivell de cognats d'un 50%:
- Matngele
- Kamu

Tenen elements d'estructura verbal que indiquen que podrien estar relacionades amb les llengües arnhem.
Daly meridional
Les llengües Daly del sud formen un grup de llengües divergents i de relació problemàtica:
- Murrinh-patha (murinbata, a la costa)
- Ngan'gityemerri (ngan’gi)

El murrinh-patha es considerà durant un temps una llengua aïllada sobre la base de les dades lèxiques: no comparteix ni l'11% de vocabulari amb cap altra llengua coneguda. Les seues inflexions verbals, però, sí que mostren correspondències clares. Green (2003) hi assenyala les correspondències morfològiques en el domini verbal, a més d'irregularitats compartides.